# Słownik obrazkowy

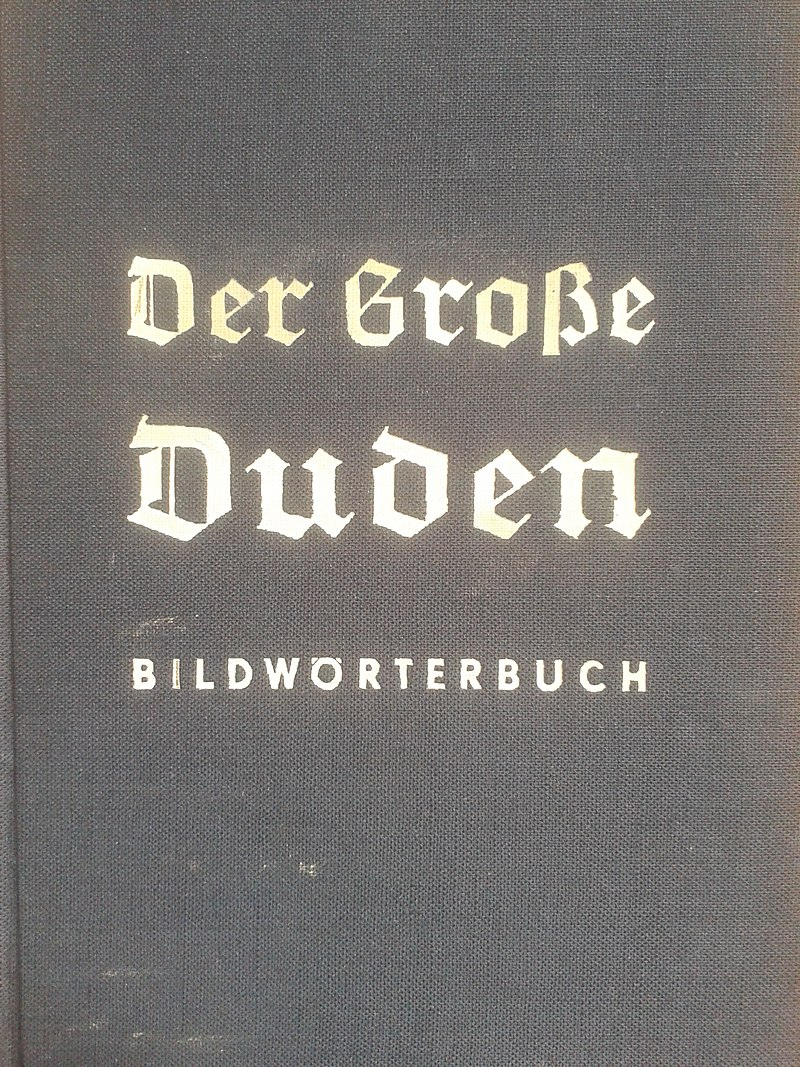
Niemiecki słownik obrazkowy z 1938 roku

Słownik obrazkowy – słownik z hasłami będącymi nazwami określonych ilustracji, które odnoszą się zwykle do (pojedynczych lub grupy) przedmiotów i osób świata zewnętrznego.
Hasła w słowniku obrazkowym są najczęściej rzeczownikami, rzadziej przymiotnikami (np. nazwy kolorów) czy liczebnikami. Oprócz słowników jednojęzycznych istnieją dwujęzyczne i wielojęzyczne słowniki obrazkowe, w których do danych ilustracji podane są odpowiedniki w dwóch lub więcej niż dwóch językach. Dwujęzyczne słowniki obrazkowe są przykładem połączenia przekazu werbalnego z ikonicznym i umożliwiają uczenie się obcojęzycznej leksyki w powiązaniu z wiedzą przedmiotową o świecie i terminologią w języku ojczystym.
Słowniki obrazkowe mają zwykle strukturę tematyczną (onomazjologiczną) i są podzielone na określone działy tematyczne. Należy je odróżnić od słowników ilustrowanych mających strukturę alfabetyczną i semazjologiczną, w których ilustracje pełnią jedynie funkcję pomocniczą. Pierwszy polski słownik ilustrowany autorstwa Michała Arcta powstał w 1916 roku. Przez wiele lat ukazywały się nowe wydania tego słownika.

## Rys historyczny
Pierwsze słowniki obrazkowe w Niemczech powstały w 1935 roku w wydawnictwach Duden i Brockhaus. W okresie po II wojnie światowej w wydawnictwie Dudena w Mannheimie i w Instytucie Bibliograficznym w Lipsku publikowane były też słowniki dwujęzyczne. W Lipsku w roku 1953 ukazał się słownik niemiecko-rosyjski, a w roku 1954 słownik niemiecko-polski (Daum/Wiederroth). Słownik adresowany był do Niemców uczących się języka polskiego, a również do polskiego użytkownika jako świadectwo „przyjacielskich stosunków niemiecko-polskich”. Jednak jakość tego słownika pozostawiała wiele do życzenia.
Następnie powstały słowniki dla innych języków: włoskiego (1955), czeskiego (1956), hiszpańskiego (1956), francuskiego (1956), węgierskiego (1957), rumuńskiego (1960), angielskiego (1965), bułgarskiego (1971).
Od roku 1959 w Wiesbaden, a po roku 1989 również w Lipsku ukazywały się w wydawnictwie Brockhaus jednojęzyczne słowniki obrazkowe dla dzieci.
W Polsce w latach 1990–2005 ukazało się ponad 20 przeznaczonych dla dzieci słowników obrazkowych.

## Niemiecko-polskie słowniki obrazkowe (wybór)
- Edmund Daum, Herbert Wiederroth: Bildwörterbuch Deutsch – Polnisch. Leipzig: Bibliographisches Institut, 1954.
- Werner Scholze-Stubenrecht, Teresa Korsak: DUDEN Słownik obrazkowy niemiecko-polski. Warszawa: Wiedza Powszechna, 1998.
- Jan Claude Corbeil, Ariane Archambault (red.): Słownik obrazkowy polsko-niemiecki. Poznań: LektorKlett, 2007.
- Visuelles Wörterbuch Polnisch-Deutsch. London etc.: Dorling Kindersley, 2008.
- Duży słownik obrazkowy niemiecko-polski. Poznań: Pons, 2023.